# Pseudantonina nakaharai
Pseudantonina nakaharai är en insektsart som beskrevs av Kosztarab 1996. Pseudantonina nakaharai ingår i släktet Pseudantonina och familjen ullsköldlöss. Inga underarter finns listade i Catalogue of Life.